# يسرى ذياب
يسرى ذياب هي لاعبة رفع أثقال تونسية وُلدت في 31 أغسطس 1995، ومثلت تونس في دورة الألعاب الأولمبية الصيفية عام 2016.

## المشاركات والميداليات
حصلت يسرى ذياب حتى الآن على ما يقرب من 70 ميدالية، ففي عام 2011، شاركت في البطولة العربية لرفع الأثقال، والتي أقيمت بالمغرب، وتمكنت من حصد 6 ميداليات، وفي العام التالي، حصلت على 9 ميداليات ذهبية في البطولة الإفريقية لرفع الأثقال، والتي أقيمت بالمغرب. ثُم شاركت يسرى ذياب في بطولة أفريقيا لرفع الأثقال في عام 2013، وفازت فيها بالميدالية الذهبية في منافسات الوزن أكبر من 75 كيلوغرام للسيدات، وفي عام 2015، شاركت في دورة الألعاب الإفريقية التي أقيمت في مدينة برازافيل بجمهورية الكونغو، حيث استطاعت إحراز الميدالية البرونزية في منافسات نفس الفئة، ثُم شاركت في عام 2016 في دورة الألعاب الأولمبية الصيفية التي أقيمت بمدينة ريو دي جانيرو في البرازيل، واحتلت المركز الحادي عشر في منافسات الوزن ما فوق 75 كيلوغرام للسيدات. ويوضح الجدول التالي أهم المُسابقات والبطولات التي شاركت فيها يسرى ذياب، وأبرز الميداليات والألقاب التي حققتها في البطولات والمسابقات المختلفة:
| العام | المسابقة                       | المكان                    | المنافسات                                 | الترتيب/الميدالية                   |
| ----- | ------------------------------ | ------------------------- | ----------------------------------------- | ----------------------------------- |
| 2011  | البطولة العربية لرفع الأثقال   | المغرب                    |                                           | المركز الأول (الميدالية الذهبية)    |
| 2013  | البطولة الإفريقية لرفع الأثقال |                           | منافسات الوزن أكبر من 75 كيلوغرام للسيدات | المركز الأول (الميدالية الذهبية)    |
| 2013  | ألعاب البحر الأبيض المتوسط     | مرسين، تركيا              |                                           | المركز الأول (الميدالية الذهبية)    |
| 2015  | دورة الألعاب الإفريقية         | برازافيل، جمهورية الكونغو | منافسات الوزن ما فوق 75 كيلوغرام للسيدات  | المركز الثالث (الميدالية البرونزية) |
| 2016  | دورة الألعاب الأولمبية الصيفية | ريو دي جانيرو، البرازيل   | منافسات الوزن أكبر من 75 كيلوغرام للسيدات | المركز الحادي عشر                   |